# A Queen’s Blade Rebellion epizódjainak listája

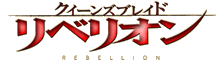
A Queen's Blade Rebellion japán logója

Ez a lista a Hobby Japan Queen’s Blade Rebellion játékkönyvein (visual combat book) alapuló animesorozat epizódjait sorolja fel.
A Rebellion első anime-feldolgozása egy kétrészes OVA, ami a Queen’s Blade Premium Visual Book és a Queen’s Blade Rebellion Premium Visual Book kézikönyvekhez csatolva jelent meg DVD-n. Az OVA-k a Rebellion előzményeként szolgálnak és a Queen’s Blade: Ucukusiki tósitacsi eseményei után játszódnak. Az OVA-k az Arms gyártásában készültek, rendezőjük Morino Jószei, írójuk Sirane Hideki és Itó Micsiko volt, zenéjüket Jokojama Maszaru szerezte. A szereplőket Rin-Sin, Nogucsi Takajuki és Isibasi Jukiko alkotta meg. Az első OVA-összeállítás 2011. október 29-én, a második 2012. január 28-án jelent meg. Mindkét összeállítás 40 perc hosszúságú és két részre bonthatók: 20 perc a Rebellion azon szereplőinek történeteit mutatja be, akik az alapsorozatban nem jelentek meg, újabb 20 percben pedig Alleyne és Sigui ad magánórákat.
A Rebellion televíziós animesorozatát 2011. október 22-én jelentették be, és 2012. április 3-án indult az AT-X-en, és tizenkét epizódon át futott 2012. június 19-éig. A premiervetítés után néhány nap eltéréssel a Tokyo MX, a Chiba TV, a Sun Television és a BS11 is bemutatta, azonban míg az AT-X cenzúrázatlanul, addig a többi televízióadó erősen cenzúrázva vetítette. Az animesorozat is az Arms gyártásában készült, rendezője szintén Morino Jószei, írója Sirane Hideki volt, zenéjét pedig ismét Jokojama Maszaru szerezte. A szereplők megalkotásában ismét Rin-Sin, Nogucsi Takajuki és Isibasi Jukiko működött közre. Japánban hat DVD- és Blu-ray-kötetben adta ki a Media Factory 2012. június 27. és 2012. november 28. között. Mindegyik DVD/BD-kötet tartalmaz egy-egy rövid OVA-epizódot, melyek a Genkai toppa de miecsau no!? (限界突破で見えちゃうの; Hepburn: Genkai toppa de miechau no!?; angol: What Will It Look Like If It Smashes Through Restrictions!?) címet viselik. A kötetekhez járt egy különleges CD audiodrámákkal, filmzenékkel és más ráadás tartalmakkal.
Angol nyelvterületen a Crunchyroll 2012. április 12-étől a japánnal egyidejű vetítést biztosított. Az animét Észak-Amerikában a Sentai Filmworks licencelte 2012-ben. Az anime a Crunchyroll mellett az Anime Network streamingjén is bemutatásra került. A Section23 Films eredetileg 2013. június 9-én kívánta megjelentetni a sorozatot Észak-Amerikában DVD-n és BD-n egyaránt (mindkettő esetében 2 zenei CD-vel), a kiadást azonban 2013. szeptember 24-re kellett halasztani.
A sorozat nyitótémája az Inocsi no uta ga kikoeru (命のうたが聞こえる; Hepburn: Inochi no uta ga kikoeru) Tamura Naomitól, míg a zárótéma a future is serious Kobajasi Aikától. Mindkét dal kislemeze 2012. április 25-én jelent meg a Media Factory kiadásában.

## Epizódlista

### Előzmény OVA (2011–2012)
| # | Epizód címe | Megjelenés (DVD / Blu-ray) |
| --- | --- | -------------------------- |
| 1. | Új tanítvány, új csata Aratanaru sitei, aratanaru tatakai (新たなる師弟、新たなる闘い; Hepburn: Aratanaru shitei, aratanaru tatakai)                                                            | 2011. október 29.          |
| Claudette, miután királynőként trónjára lépett, jólétet teremtett a fővárosban, azon kívül azonban könyörtelen háborút indított a nemesség ellen. Sok áldozatának egyike, Annelotte Kreutz kénytelen elmenekülni az országából, de elhatározza, hogy egyszer legyőzi Claudette-et és megmenti népét. Miközben a királynő orgyilkosai elől menekül, a sors összehozza Alleyne harci oktatóval, aki új tanítványává fogadja és erősebb harcost farag belőle. Az epizódhoz tartozó Alleyne oktató kimerítő kiképzőtábora (アレイン教官の生しごきブートキャンプ; Alleyne kjókan no nama sigoki Boot Camp / Arein kjókan no nama sigoki bútokjanpu; Hepburn: Alleyne kyōkan no nama shigoki Boot Camp / Arein kyōkan no nama shigoki Būtokyanpu) című különkiadásban Alleyne ad edzésgyakorlatokat a nézőnek. | |                            |
| 2. | A szent gyötrelme: A hit ajtaja újra kitárul Eidzso no hanmon: Sinkó no tobira va, mata hiraku (聖女の煩悶 〜信仰の扉は、また開く〜; Hepburn: Eijo no hanmon: Shinkō no tobira wa, mata hiraku) | 2012. január 28.           |
| Sigui, a Szent Dinasztia apácája a fővárosba, Gainosba utazik. Egy fogadóban konfrontálódik három lánnyal, akik becsmérlik Istent, de Ymir, az acélhercegnő, aki szokásos módon olcsó utánzat fegyvereit próbálja eladni, a segítségére lesz. Sigui és Ymir együtt tartanak a fővárosba, útjuk során Sigui megment egy beteg gyermeket, és Szent póz: Imádat nevű képességével elbánik néhány banditával, akiket eretnekségért eléget. Másnap útjaik elválnak, Sigui a Nagyszékesegyházban megkapja az inkvizítor címet, és fegyverének a Szent Láng Buzogányt. Az epizódhoz tartozó Sigui heves szent póz leckéje (シギィの聖なるポーズしっぽりレッスン; Sigui no szeinaru Pose sippori Lesson / Sigji no szeinaru Pózu sippori Resszun; Hepburn: Sigui no seinaru Pose shippori Lesson / Shigyi no seinaru Pōzu shippori Ressun) című különkiadásban Sigui a szent póz technikákat tanítja meg a nézőnek. | |                            |

### Queen’s Blade Rebellion (2012)
| # | Epizód címe | Első japán sugárzás |
| --- | --- | ------------------- |
| 1. | Lázadó harcos Hanran no tósi (叛乱の闘士; Hepburn: Hanran no tōshi)                                                                               | 2012. április 3.    |
| Liliana, a kalózkapitány egy kikötővárost támad meg repülő szellemhajójával, de Annelotte szembeszáll vele. Lamat városában a helyi újság elnöke, Yuit, az alkímiai stratéga megmenti barátját, Mirimet a királynő katonáinak zaklatásától, Vante tünde automatája (távirányítású robot) segítségével. Az eset felkelti a hadsereg és az inkvizíció figyelmét, Ymir – aki a királynő hadseregének stratégájává lépett elő – másnap megjelenik a faluban, és megpróbálja megszerezni Vantét a királynő seregébe. Yuit, aki látszólag elfogadja a meghívást a fővárosba, útközben Vantéval elbánik az őt kísérő katonákkal és megszökik, de később Elina, aki a Kiba orgyilkosok vezére lett, rajtaüt. Yuit elveszti az irányítást Vante felett és majdnem lezuhan egy szakadékba, amikor megjelenik Annelotte, hogy megmentse őt és legyőzze Elinát. Hazatérve, Yuit azt a hírt kapja, hogy Ymir Mirimet azzal az ígérettel kényszerítette a szolgálatába és vitte magával, hogy pénzt kap az édesanyja betegségének kezelésére, ráadásul még Yuit máguskövét is elvitte. Eközben Gainosban Siguit egy faluba küldik, ahol a gyanú szerint eretnekek bujkálnak. | |                     |
| 2. | Szent harc Szeinaru tatakai (聖なる戦い; Hepburn: Seinaru tatakai)                                                                                | 2012. április 10.   |
| Mivel a királynő betiltotta a Queen’s Blade-et, azon harcosok számára, akik nem akarnak csatlakozni a hadsereghez, csak a tiltott viadalok maradtak. Annelotte épp egy ilyen viadalba keveredik, ahol legyőzi ellenfelét, de mindenki szétszéled, mikor híre megy, hogy az inkvizítor Sigui – Elina kíséretében – a faluba érkezett. Annelotte rejtőzve marad és egy fogadóban kihallgatja az emberek véleményét az inkvizítorokról, és a problémáikról. A lány, keresve életcélját, Siguitól kér tanácsot, de a túlbuzgó inkvizítort akaratlanul felbosszantja, aki egy párviadalra hívja ki, hogy eldöntse, eretnek-e. Sigui, mivel Annelotte a saját útját szeretné járni, eretneknek nyilvánítja és élve el akarja égetni a Szent lánggal. Látva, hogy Annelottét mekkora erővel „ruházta fel Isten” (még a Szent póz: Végzet nevű technikát is bemutatja, amit még Siguinak sem sikerült elsajátítania), Sigui felhagy a további harccal és csak a nevét kérdezi meg a lánynak. Közben Ymir és kuzinja, Eilin egy új ördögi találmányt készít, melyhez ez ellopott máguskövet is felhasználja. Annelotte a Calibara erdő felé veszi útját, hogy megtisztítsa az ott tanyázó szörnyektől. | |                     |
| 3. | A dzsungel nap- és holdfénye Micurin no cukikage to taijó (密林の月影と太陽; Hepburn: Mitsurin no tsukikage to taiyō)                             | 2012. április 17.   |
| Annelotte megérkezik a Calibara erdőbe, amelyre sűrű köd borult, s az átutazókra szörnyek támadtak. A helyi törzs fogadja, Lunaluna, a törzs nap- és holdtáncosa és legerősebb harcosa látta a lovag eljövetelét, akit jövőbeli hitvesének gondol. Lunaluna megmutatja Annelotténak a Calibara romokat, a falu szent helyét, de csalódotton tudja meg, hogy Annelotte, elképzelésével ellentétben, valójában nő. A falu egy bocsánatkérő lakomát szervez Annelotte részére, de utána börtönbe zárják, mivel tudomást szerzett a romok titkairól. A falu öregje Lunalunára bízza Annelotte őrzését, de hanyagságát kihasználva megszökik, azonban mikor meghallja, hogy emiatt büntetés vár Lunalunára, inkább visszamegy a cellájába, annak ellenére, hogy Lunaluna kiéli rajta a vágyait. Miután a falut váratlanul meztelencsiga-szerű szörnyek támadják meg – melyek a sűrű köd okozói és az átutazók megtámadói voltak –, és Annelotte is segít a legyőzésükben, a falu öregje elengedi őt és Lunalunának engedélyezi, hogy utána menjen, ha úgy érzi, mégis ő a választottja. | |                     |
| 4. | A megállíthatatlan hipervibráció Tomaranai csósindó (止まらない超振動; Hepburn: Tomaranai chōshindō)                                              | 2012. április 24.   |
| Ymir Mirimen kezdi tesztelni legújabb találmányát, a hipervibrációs páncélt, amely elhárít minden támadást, de a lány még nem bírja a páncél okozta megterhelést. Annelotte, akit titokban követ Lunaluna, újra találkozik Yuittel és konfliktusba keverednek a királynő katonáival. Ymir Mirimet akarja ellenük bevetni, de miután Mirim megtudja, hogy barátja ellen kellene harcolnia, inkább elmenekül és Sigui segítségét próbálja kérni. Sigui a páncél okozta fájdalom miatt tévesen azt hiszi, hogy egy démon szállta meg Mirimet, s már eretneknek nyilvánítja, mikor megjelenik Ymir – aki nyomkövetőjével bemérte Mirim helyzetét –, hogy magával vigye, amit Sigui engedélyez, miután meghallja Annelotte nevét. Mirim a családjáért vállalja a harcot Annelotte ellen, de Yuit Vantéval véget vet a harcnak. Ymir magával viszi a teljesen kimerült Mirimet, Annelotte, Yuit és Vante pedig elindulnak Gainosba kiszabadítani őt. | |                     |
| 5. | Gainos palotájának titka Gainos-dzsó no himicu (ガイノス城の秘密; Gainoszu-dzsó no himicu; Hepburn: Gainos-jō no himitsu / Gainosu-jō no himitsu) | 2012. május 1.      |
| Annelotte, Yuit és Vante egy gainosi étteremben találkoznak a shaifangi nővérekkel, Tarnyanggal és Sainyanggal, akik némi felfordulást okoznak az étel minősége miatt. Mivel Annelottéék kisegítik őket a bajból, a nővérek viszonzásként megmutatnak egy elhagyatott bejáratot a királynő palotájába, melynek a térképét is átadják, és Sainyang védővarázslatot bocsát rájuk. Egy sötét járaton keresztül egy arénához jutnak, ahol belebotlanak abba a fogadásszervezőbe, akivel Annelotte már korábban találkozott. Felajánlja, hogy megadja Ymir laborjának helyét, ha Annelotte megküzd az arénában. Annelotte elfogadja és ellenfeléül a mazochista Branwent kapja, aki annak ellenére, hogy a sárkányok leszármazottja, egy kobold, Dogura rabszolgája. Harc közben Annelotte elmondja Branwennek – akiben elkezd feléledni a sárkány –, hogy miért osont be a palotába. Mivel Annelottét védi Sainyang varázslata, ezért Branwen felhagy a további harccal és elárulja neki, merre találhatja Ymirt. Közben a fogadásszervezőt, aki mindvégig hazudott, Sigui elevenen megégeti. Annelotte, Yuit és Vante az aréna fölött megtalálják Ymirt, aki tagadja, hogy bármit is tudna Mirimről. Annelottéék szerencsétlenségére Lunaluna is követte őket a palotába, nyomában az őrséggel, ezért menekülniük kell. A közelben tartózkodó Mirim észreveszi a barátait, de úgy tűnik, nem akar velük tartani. | |                     |
| 6. | Virágkoszorú és rejtett erő Hanakazari to himerareta csikara (花飾りと秘められた力; Hepburn: Hanakazari to himerareta chikara)                    | 2012. május 8.      |
| Mirim már éles harcokban használja hipervibrációs páncélját, mellyel győzelmeket arat a királynő ellenségein, elnyerve a hadsereg tiszteletét. Yuit elkészíti saját hipervibrációs páncélját Mirim ellen, magának és Annelotténak, de egyikőjük sem állja a páncél okozta megterhelést. Csatlakozik hozzájuk Lunaluna, aki megosztja a pletykákat Mirim pusztításairól. Yuit nem hisz neki, de Annelotte megállapítja, hogy Mirim talán már nem tudja kordában tartani a páncélja erejét. Yuit az éj leple alatt találkozik Mirimmel, aki elmondja, hogy még soha nem érezte magát ennyire hasznosnak, mint Ymir mellett és így tud segíteni a családjának. Valójában Ymir csak kihasználja és becsapja, de ezt csak Yuit látja, s így tehetetlen a kialakult helyzetben. Annelotte ötletére egy rajtaütést szerveznek Ymir konvoja ellen, hogy összetörjék Mirim páncélját. Annelotte a páncélba illesztett máguskövek összetörésével próbálkozik, de ekkor aktiválódik a gallérján lévő, lófej formájú amulett, amitől baljós külsejűvé változik és hatalmas erőre tesz szert. Ebben a formájában Annelotte összetöri Mirim páncélját és az amulettje magába szívja a sötét erőt, ami a kövekben tárolódott, majd visszaváltozik és eszméletét veszti. Ymir ezalatt megszerezte a Vante fölötti irányítást, Mirimet pedig eldobja magától, mint „bukott kísérletet”. Az automatát azonban nem sokáig tudhatja magáénak, ugyanis megjelenik Liliana a repülő kalózhajóján és ellopja Vantét. | |                     |
| 7. | A repülő kalózhajó Szoratobu kaizokuszen (空飛ぶ海賊船; Hepburn: Soratobu kaizokusen)                                                             | 2012. május 15.     |
| Annelotte és Yuit Liliana nyomába ered, hogy visszaszerezzék Vantét, míg Lunaluna – Annelotte kérésére – hazakíséri Mirimet a családjához. Annelotte és Yuit információszerzés céljából a Tamia hőforrásokhoz érkeznek, ahol összefutnak Tarnyanggal és Sainyanggal, amint egy étteremből menekülnek fizetés nélkül. A nővéreket kisegítik az étel kifizetésével és megtudják tőlük, hogy azért vannak már hosszú ideje úton, hogy visszaszerezzenek egy panda formájú szent ereklyét, amit Liliana lopott el tőlük. Legnagyobb meglepetésükre megjelenik a kalózkapitány repülő szellemhajóján, hogy kifossza a forrás környékét és elvigye a híres Arany Istennő Kádját. Yuit ötletére a négyes fellopózik a hajóra, hogy amíg Liliana új kádjában fürdik, titokban visszaszerezzék, ami őket illeti. Tarnyang és Sainyang megtalálja az ereklyét és magára hagyja az éppen lelepleződött Annelottét és Yuitet. Ezalatt Lunaluna kíséretében Mirim hazaér családjához, beteg édesanyjához, öccséhez és húgához. Lunaluna észreveszi egy különleges gyógynövény, a Picanyushida Yadorishida egy szálát Mirimék kertjében, amivel meggyógyítja Mirim édesanyját. Látva, hogy milyen terméketlen földön próbálnak Mirimék termelni, egy varázstánccal élettel telivé teszi a szikkadó növényeket. A kalózhajón harc bontakozik ki Annelotte, Yuit és a Vantét irányító Liliana között, de Yuitnek sikerül ártalmatlanítani az automatát. Ekkor azonban váratlanul megjelenik Ymir és magához veszi az irányítást. Liliana elhagyja a roskadozó kalózhajót, ami elvesztve az irányítást zuhanni kezd. Végül a zuhanás közben Yuithez kerül Vante távirányítója, amivel megmenti mindnyájukat. Mivel Annelotte háromszor segített Tarnyangon és Sainyangon, ezért csatlakoznak hozzá, s így dönt Mirim is. | |                     |
| 8. | Egy fiatal feleség démonai Szaszovareta vaka okuszama (誘われた若奥様; Hepburn: Sasowareta waka okusama)                                          | 2012. május 22.     |
| Birodalom szerte harcosok kezdenek mozgolódni a királynő ellen, ezért Claudette ellenlépéseket tesz. Aldra, aki minden emlékét elvesztette, új életet kezdett egy vidéki faluban és férjhez ment. Annelottéra egyre nagyobb teher nehezedik, követői őt választanák az új királynőnek. Ymir megkörnyékezi Aldrát és egy könyvet ad át neki arra kérve, hogy kövesse a benne leírtakat. Aldra a plüssállataiba megidéz két démont, Belphét és Dogort, akik emberekre kezdenek vadászni. Annelotte ezalatt egy szekér hátán elaludva messzire kerül. | |                     |
| 9. | A szamuráj érkezése Szamurai kenzan (サムライ見参; Hepburn: Samurai kenzan)                                                                       | 2012. május 29.     |
| Annelotte véletlenül árva gyerekek egy kis falujába utazik, ahol találkozik a magát „szamurájistennek” kikiáltó Izumival. Felismerve, hogy Annelotte erősebb és képzettebb harcos, Izumi megkéri Annelottét, hogy tanítsa ki jobb kardvívóvá. Annelotte némi hezitálás után elvállalja a lány tanítását, de miután a faluban megjelenik „Maria, a fantomharcos”, azaz a Claudette uralma ellen harcoló Leina, el akarja hagyni azt. Azonban az alvilági démonok, Belphe és Dogor éppen ekkor jelennek meg a faluban, hogy megegyék a gyerekeket. Izumi az újonnan szerzett tudását használva védi a gyerekeket, de ő és Annelotte is alulmarad a küzdelemben, s csak „Maria” lesz képes elűzni őket. Másnap reggel Annelotte visszatér a társaihoz és Gainos felé veszik az irányt. | |                     |
| 10. | Egy angyal, egy csapda és a királynő szándékai Tensi to vana to dzsoó no sini (天使と罠と女王の真意; Hepburn: Tenshi to wana to joō no shini)     | 2012. június 5.     |
| Annelotte és lázadó csapata visszatér Gainos palotájába azzal a szándékkal, hogy megtudják, a királynőnek mik a valós szándékai a világgal. Ezalatt a Mennyek egy angyalt, Lailát küldik követként a királynő elé, számonkérni a démoni erők térnyerése miatt a kontinensen. Annelottéék Yuit ötletére hamis híreket kezdenek terjeszteni, hogy a királynő katonáit kivonják a fővárosból és könnyebben bejuthassanak, de Ymir előre látta érkezésüket, és veszélyes csapdát állított számukra. A harcosokat szétválasztja és egy számukra kellemetlen ellenfél előtt találják magukat: Annelotte Aldra, Lunaluna Branwen, Tarnyang és Sainyang Claudette, Mirim Ymir, Yuit pedig Sigui ellenfele lesz. Annelotte az Aldrával folytatott harcában kénytelen amulettjével előhívni démoni énjét. | |                     |
| 11. | Ingadozó lélek Furueru tósi (震える闘志; Hepburn: Furueru tōshi)                                                                                  | 2012. június 12.    |
| Miután Aldra megtudja, hogy Annelotte nem szándékozik elvenni tőle a férjét – ez csak Ymir hazugsága volt – és a valódi célja, hogy beszélhessen a királynővel, segít elcsitítani démoni énjét. A palota körüli harcokban Annelotte támogatói elbuknak és a királynő elé viszik őket. Kiderül, hogy Mirimet mindvégig egy hamis Ymir, a démoni Melona használta ki, aki Ymir alakját felvéve ellopja annak hipervibrációs páncélját. Mirim megküzd Melonával, a harc során kiütik egymást, de Melona elég energiával tölti fel a Mocsárt, hogy a démoni erők megkezdhessék a kontinens átalakítását. Mirimet ezután Ymir és Eilin a királynő elé viszik. | |                     |
| 12. | A lázadás kötelékei Hanran no kizuna (叛乱の絆)                                                                                                   | 2012. június 19.    |
| Kezdetét veszi a Claudette elleni végső küzdelem, de úgy tűnik a királynő hatalmával szemben senkinek sem lehet esélye. Az imposztor Melona terve is elbukik, aki abban a hitben volt, hogy a démonok megszállva irányítják a királynőt, de Claudette egyetlen csapással majdnem elpusztítja őt. Leina is megjelenik a csatában, de végül Annelotte elszántsága meghátrálásra készteti Claudette-et. A harcoló felek visszavonulnak, de a lázadás tovább folytatódik. Néhány hónappal később Annelotte és követői (most már Siguival kiegészülve) a Calibara romoknál gyűlnek össze, ahol aktiválják az építményt, s egy erőd emelkedik ki Gainos palotájának ellenpárjaként. | |                     |

## OVA-különkiadások

### Genkai toppa de miecsau no!?
| # | Epizód címe | Megjelenés (DVD / Blu-ray) |
| --- | --- | -------------------------- |
| 1. | Különleges edzés! Annelotte szent pózai Tokkun! Annelotte no Szeinaru Pose (特訓! アンネロッテの聖なるポーズ; Tokkun! Annerotte no Szeinaru Pózu; Hepburn: Tokkun! Annelotte no Seinaru Pose / Tokkun! Annerotte no Seinaru Pōzu)   | 2012. június 27.           |
| Shigui a szent pózokra tanítja Annelottét.                                                                                             | |                            |
| 2. | Vibráció! Mirim átöltözése Sindó! Mirim no nama kigae (振動！ミリムの生着替え; Sindó! Mirimu no nama kigae; Hepburn: Shindō! Mirim no nama kigae / Shindō! Mirimu no nama kigae)                                                    | 2012. július 25.           |
| Mirim Lunaluna segítségét kéri a hipervibrációs páncéljának levételéhez, de ez még kettejüknek sem könnyű feladat.                     | |                            |
| 3. | Megaláztatás! Branwent kiképzik Kucudzsoku! Csókjó szareru Branwen (屈辱！調教されるブランウェン; Kucudzsoku! Csókjó szareru Buranven; Hepburn: Kutsujoku! Chōkyō sareru Branwen / Kutsujoku! Chōkyō sareru Buranwen)               | 2012. augusztus 29.        |
| Dogura megalázó edzésnek veti alá Branwent, ám végül visszafelé sül el.                                                                | |                            |
| 4. | Melegvizes forrás! Liliana kecses esztétikája Onszen! Liliana no júganaru bigaku (温泉！リリアナの優雅なる美学; Onszen! Ririana no júganaru bigaku; Hepburn: Onsen! Liliana no yūganaru bigaku / Onsen! Ririana no yūganaru bigaku) | 2012. szeptember 26.       |
| Liliana két fosztogatás között egy fürdőben kényezteti magát, ahol Ymir és Eilin kényelméről is gondoskodik.                           | |                            |
| 5. | Felvétel! A szomszédom, Aldra Tocugeki! Tonari no Aldra (突撃！となりのアルドラ; Tocugeki! Tonari no Arudora; Hepburn: Totsugeki! Tonari no Aldra / Totsugeki! Tonari no Arudora)                                                   | 2012. október 24.          |
| Aldrát a férje kamerázza az otthonában, míg a készülék el nem romlik.                                                                  | |                            |
| 6. | Csetepaté! Annelotte és mostohanővérei összefonódva Konszen! Mocureau Annelotte to josi simaitacsi (混線！もつれ合うアンネロッテと義姉妹たち; Hepburn: Konsen! Motsureau Annelotte to yoshi shimaitachi)                            | 2012. november 28.         |
| Annelotte pudingja eltűnik, ezért dühösen kérdőre vonja a többieket. Mivel a hűtő elromlott, Yuit végül a kútban elrejtve találja meg. | |                            |

## Zene
Rebellion
- Nyitótéma: Inocsi no uta ga kikoeru (命のうたが聞こえる; Hepburn: Inochi no uta ga kikoeru?): előadója Tamura Naomi
- Zárótéma: future is serious: előadója Kobajasi Aika

## DVD- és Blu-ray-kiadások

### Japán DVD- és Blu-ray-megjelenések
| Kötet                                       | Formátum             | Megjelenés dátuma | Epizódok | Lemezek száma | Kiadó       | Források |
| ------------------------------------------- | -------------------- | ----------------- | -------- | ------------- | ----------- | -------- |
| Queen’s Blade Rebellion Visual Book         | DVD (könyvmelléklet) | 2011. október 29. | 1.       | 1             | Hobby Japan | [ 2 ]    |
| Queen’s Blade Rebellion Premium Visual Book | DVD (könyvmelléklet) | 2012. január 28.  | 2.       | 1             | Hobby Japan | [ 3 ]    |

| Kötet                            | Formátum | Megjelenés dátuma    | Epizódok        | Lemezek száma | Kiadó         | Források      |
| -------------------------------- | -------- | -------------------- | --------------- | ------------- | ------------- | ------------- |
| Queen’s Blade Rebellion 1. kötet | DVD / BD | 2012. június 27.     | 1–2. + OVA 1.   | 2             | Media Factory | [ 6 ] [ 7 ]   |
| Queen’s Blade Rebellion 2. kötet | DVD / BD | 2012. július 25.     | 3–4. + OVA 2.   | 2             | Media Factory | [ 15 ] [ 16 ] |
| Queen’s Blade Rebellion 3. kötet | DVD / BD | 2012. augusztus 29.  | 5–6. + OVA 3.   | 2             | Media Factory | [ 17 ] [ 18 ] |
| Queen’s Blade Rebellion 4. kötet | DVD / BD | 2012. szeptember 26. | 7–8. + OVA 4.   | 2             | Media Factory | [ 19 ] [ 20 ] |
| Queen’s Blade Rebellion 5. kötet | DVD / BD | 2012. október 24.    | 9–10. + OVA 5.  | 2             | Media Factory | [ 21 ] [ 22 ] |
| Queen’s Blade Rebellion 6. kötet | DVD / BD | 2012. november 28.   | 11–12. + OVA 6. | 2             | Media Factory | [ 8 ] [ 9 ]   |

### Észak-amerikai DVD- és Blu-ray-megjelenések
| Kötet                                         | Formátum | Megjelenés dátuma    | Epizódok         | Lemezek száma | Kiadó            | Források |
| --------------------------------------------- | -------- | -------------------- | ---------------- | ------------- | ---------------- | -------- |
| Queen’s Blade Rebellion – Complete Collection | DVD      | 2013. szeptember 24. | 1–12. + OVA 1–6. | 3 + 2 OST CD  | Sentai Filmworks | [ 23 ]   |
| Queen’s Blade Rebellion – Complete Collection | BD       | 2013. szeptember 24. | 1–12. + OVA 1–6. | 2 + 2 OST CD  | Sentai Filmworks | [ 24 ]   |